# جزيرة سينوالان
جزيرة سينوالان وهي جزيرة من جزر إندونيسيا، وتقع في إقليم كالمنتان الشمالية في إندونيسيا.